# Smilax fluminensis
Smilax fluminensis là một loài thực vật có hoa trong họ Smilacaceae. Loài này được Steud. miêu tả khoa học đầu tiên năm 1841.